# 镥
（舊譯鏴），是一種化學元素，其化學符號为Lu，原子序數为71，原子量為174.96669 u。鎦屬於稀土元素之一，也是最後一個鑭系元素，有時也算作第六週期首個過渡金屬。鎦是一種銀白色金屬，是鑭系元素中密度最大、熔點最高且反應性最低的，在乾燥空氣中能抵抗腐蝕，但在潮濕空氣中容易被氧化，易溶於酸中。鎦具有所有鑭系元素中最高的布氏硬度，為890–1300MPa。
法國科學家喬治·於爾班、奧地利礦物學家卡尔·奥尔·冯·韦尔斯巴赫男爵以及美國化學家查爾斯·詹姆士於1907年分別獨自發現鎦元素。他們都是在氧化鐿礦物中，發現含有鎦的雜質。發現者隨即爭論誰最早發現鎦，不同的命名方案也引起爭議。最終定下的名稱是「Lutecium」，取自巴黎的拉丁文名盧泰西亞（Lutetia），後拼法改為「Lutetium」。
鎦在地球地殼中的含量並不高，在稀土元素中豐度僅高於銩和放射性的鉕，但仍比銀等貴金屬要常見得多。鎦在自然界沒有獨立礦物，而總是以很低的濃度和其他稀土元素共生於礦石中。由於產量低、難以提取且價格較高，鎦幾乎沒有具體的用途。鎦在產業中一般與釔等重稀土元素一同出現，有時添加到合金中，或在某些化學反應中用作催化劑。176Lu是鎦一種較常見的天然放射性同位素（佔所有天然鎦的2.5%），半衰期約為380億年，可用於測量隕石的年齡。人造放射性同位素177Lu與DOTA-TATE螯合後可用於PET呈像及放射線療法，治療神經內分泌腫瘤。

## 性質

### 物理性質
鑥原子含71個電子，其電子排布為[氙] 4f145d16s2。在進行化學反應時，它會失去兩個外層電子和一個5d電子。這較為特殊，因為其他的鑭系元素反應時都會用到f-層電子。由於鑭系收縮現象，鑥原子是所有鑭系元素中大小最小的。因此鑥的密度、熔點和硬度都是鑭系元素之中最高的。另一原因是，鑥位於d區塊，所以性質與一些較重的過渡金屬相似。有時鑥也可以歸為過渡金屬，但國際純粹與應用化學聯合會把它歸為鑭系元素。

### 化學性質與化合物
鑥在化合物中的氧化態是+3。除了碘化鑥(III)之外，大部份鑥鹽都呈白色晶體狀，在水溶液中無色。鑥的硝酸鹽、硫酸鹽和醋酸鹽在結晶時會形成水合物。其氧化物、氫氧化物、氟化物、碳酸鹽、磷酸鹽和草酸鹽都不可溶於水。
標準情況下，鑥金屬在空氣中較穩定，但在150 °C下會迅速燃燒形成氧化鑥。氧化鑥可以吸收水份和二氧化碳，可在密閉空間裡用於移除水氣和二氧化碳。鑥與水的反應相似，且會形成氫氧化鑥（反應速度隨水溫提高而加快）。鑥金屬可以和最輕的四個鹵素形成三鹵化物，除氟化物外都可溶於水。
鑥能輕易溶解於弱酸和稀硫酸中。溶液無色，其中的鑥離子與7個或9個水分子配位，平均公式為：[Lu(H2O)8.2]3+。
2 Lu + 3 H2SO4 → 2 Lu3+ + 3 SO2–
4 + 3 H2↑

### 同位素
地球上的鑥由鑥-175和鑥-176兩種同位素組成，其中只有鑥-175是穩定的，所以鑥屬於單一同位素元素。鑥-176則會進行β衰變，半衰期為3.78×1010年，佔所有自然鑥元素的2.5%。至今鑥的人造放射性同位素共有32種，質量介乎149.973（鑥-150）至183.961（鑥-184）。當中較為穩定的有鑥-174（半衰期為3.31年）和鑥-173（1.37年）。其餘的放射性同位素半衰期都在9天以下，大部份甚至低於半小時。所有原子量比鑥-175低的同位素都會進行電子捕獲，產生鐿的同位素，並有少量進行α衰變和正電子發射；原子量比它高的則主要進行β衰變，產生鉿的同位素。
鑥還有42種同核異構體，質量分別有150、151、153至162以及166至180（有些同核異構體具相同的質量）。其中最穩定的有鑥-177m（半衰期為160.4天）和鑥-174m（142天）。這比鑥-173、174和176以外的所有基態放射性同位素的半衰期都要長。

## 歷史
法國科學家喬治·於爾班（Georges Urbain）、奧地利礦物學家卡尔·奥尔·冯·韦尔斯巴赫男爵以及美國化學家查爾斯·詹姆士（Charles James）於1907年分別獨自發現了鑥元素。他們都是在氧化鐿礦物中，發現了含有鑥的雜質。瑞士化學家讓-夏爾·加利薩·德馬里尼亞（Jean Charles Galissard de Marignac）曾以為該礦物完全由鐿組成。發現者各自對鐿和鑥提出命名方案：於爾班建議「Neoytterbium」（即「新鐿」的意思）和「Lutecium」（取自巴黎的拉丁文名盧泰西亞，Lutetia），而威爾斯巴赫則選擇「Aldebaranium」和「Cassiopeium」。兩者都指責對方的論文是在看過自己的論文後才發表的。
國際原子量委員會當時負責審理新元素的命名，於1909年認定於爾班為最先發現者，並因為他最先從德馬里尼亞的鐿樣本中分離出鑥，因此元素以他的提議命名。在於爾班的命名受到公認之後，「Neoytterbium」一名就被鐿的現名「Ytterbium」淘汰了。直到1950年代，一些德國化學家仍然採用威爾斯巴赫的名稱「Cassiopeium」。1949年，元素的拼法從「Lutecium」改為「Lutetium」。
威爾斯巴赫1907年製備的鑥樣本純度很高，而於爾班同年製成的樣本只含有微量的鑥。這使得於爾班以為他發現了第72號元素，並將其稱為「Celtium」，但這其實只是純度更高的鑥元素。查爾斯·詹姆士迴避了這一爭議，轉而大規模發展生產，並成為了當時最大的鑥供應商。1953年，科學家首次製成純鑥金屬。

## 存量及生產

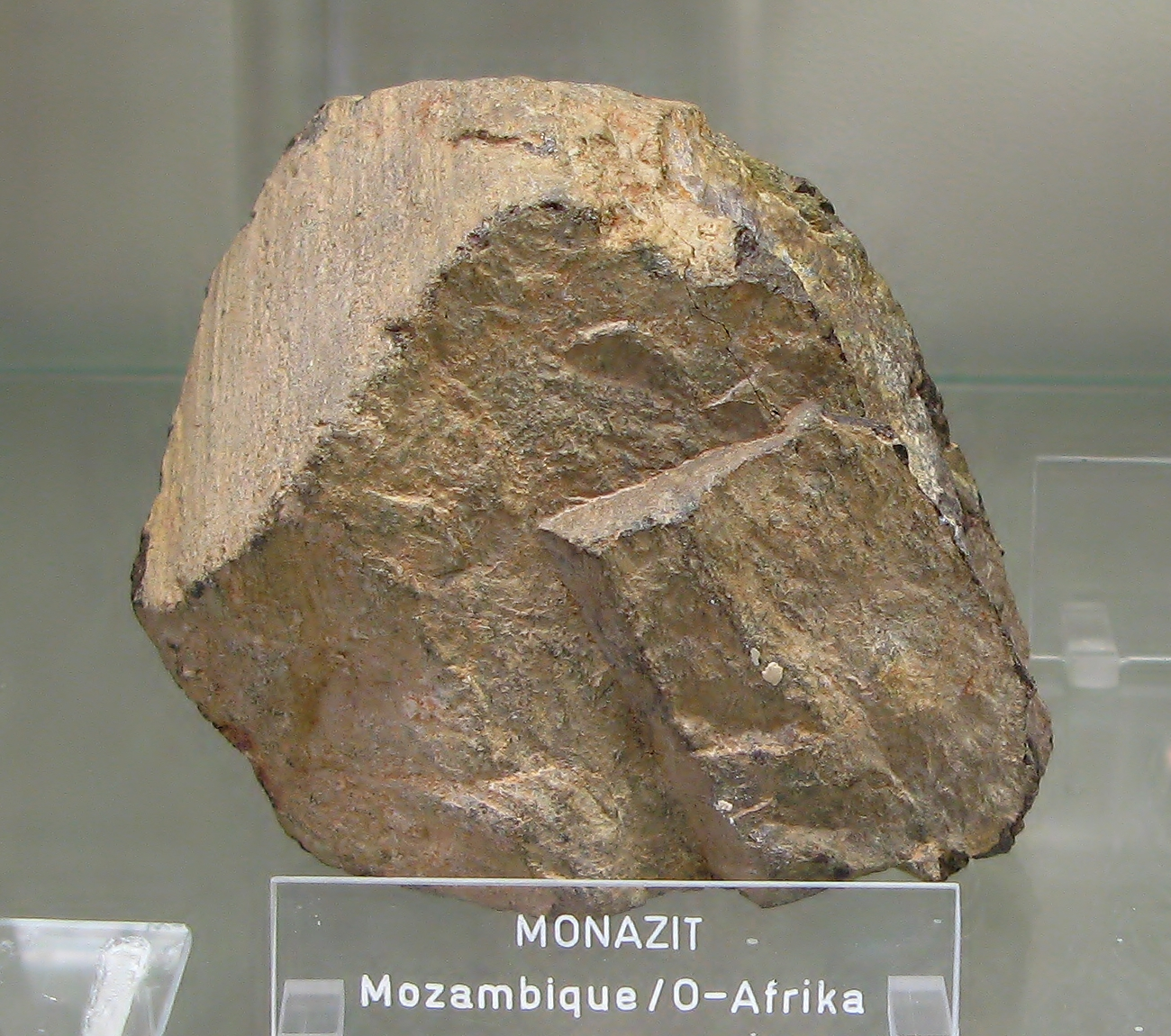
獨居石

鑥並不單獨存在於自然中，而是與其他稀土金屬一同出現，因此其分離過程非常困難。最主要的商業來源是稀土磷化物礦物獨居石：(Ce,La,…)PO4，其中含有0.0001%的鑥。地球地殼中鑥的含量在0.5 mg/kg左右。主要產國有中國、美國、巴西、印度、斯里蘭卡和澳洲。全球鑥年產量約為10噸（以氧化物形態開採）。純鑥金屬的製備十分困難。鎦是最稀有也最昂貴的稀土金屬之一，每公斤售價約為1萬美元，即金的四分之一左右。
鑥礦物的加工過程如下。礦石壓碎之後，與熱濃硫酸反應，形成各種稀土元素的水溶硫酸鹽。氫氧化釷會沉澱出來，可直接移除。剩餘溶液需加入草酸銨，將稀土元素轉化為不可溶的草酸鹽。經退火後，草酸鹽會變為氧化物，再溶於硝酸中。這可移除主要成份鈰，因為其氧化物不可溶於硝酸。硝酸銨可將包括鑥在內的多個稀土元素以雙鹽的形態結晶分離出來。離子交換法可以把鑥萃取出來。在這一過程中，稀土元素離子吸附在合適的離子交換樹脂上，並會與樹脂中的氫、銨或者銅離子進行交換。利用適當的配合劑，可將鑥單獨洗出。要產生鑥金屬，可以用鹼金屬或鹼土金屬對無水LuCl3或LuF3進行還原反應。
2 LuCl3 + 3 Ca → 2 Lu + 3 CaCl2

## 應用
由於鑥相當稀有、難以提取、價格昂貴，且在化學性質上和其他鑭系元素沒有太大的區別，所以商業用途很少。鑥化合物可以用作石油裂化反應中的催化劑，另在烷基化、氫化和聚合反應中也有用途。
鎦鋁石榴石（LuAG，Al5Lu3O12）被用作發光二極體當中的螢光體，也被建議用於高折射率浸沒式光刻技術，作為鏡片材料。磁泡存儲器中用到的釓鎵石榴石當中也添加了少量的鑥作為摻雜劑。摻鈰氧正矽酸鑥（LSO，Lu2(SiO4)O:Ce）是目前正電子發射計算機斷層掃描（PET）技術中的首選探測器物質。有研究顯示鎦離子原子鐘的精度可能高於任何現有的其他元素之原子鐘。
鑥的放射性同位素也有幾項用途。鑥-176具有合適的半衰期和衰變模式，因此被用作純β粒子放射源，其中的鑥要先經過中子活化過程。用於測量隕石年齡的鑥鉿定年法也會用到鑥-176。人工合成的同位素鑥-177與奧曲肽（一種類體抑素）結合後可用於針對神經內分泌腫瘤的放射線療法。實際上，在醫用放射性核素中，鑥-177於神經內分泌腫瘤治療和骨痛緩解中的用例越來越多。
鉭酸鑥（LuTaO4）是已知密度最高的白色穩定材質（9.81 g/cm3），所以是理想的X光螢光體載體材料。白色物質中，只有二氧化釷的密度比它更高（10 g/cm3），但其中的釷具有放射性。

## 安全
和其他稀土金屬一樣，鑥的毒性較低，但其化合物則須小心處理。比如，氟化鑥會刺激皮膚，吸入人體後十分危險。硝酸鑥也具有危險性：它在加溫之後可能會爆炸或燃燒。氧化鑥粉末具有毒性，須避免吸入或進食。
和其他3族元素及鑭系元素相似，鑥沒有任何生物功用。不過人體之內可發現鑥元素，特別累積在骨骼中，少量在肝臟和腎臟中。鑥在人體內的含量是所有鑭系元素中最低的。並沒有數據記錄人類的鑥攝入量，但經估算約為每年數微克，主要經植物食物進入體內。可溶的鑥鹽具微毒性，但不可溶的鑥鹽則沒有毒性。

## 外部連結
- 元素镥在洛斯阿拉莫斯国家实验室的介紹（英文）
- —— 镥（英文）
- 元素镥在The Periodic Table of Videos（諾丁漢大學）的介紹（英文）
- 元素镥在Peter van der Krogt elements site的介紹（英文）
- WebElements.com – 镥（英文）